# 마야데비

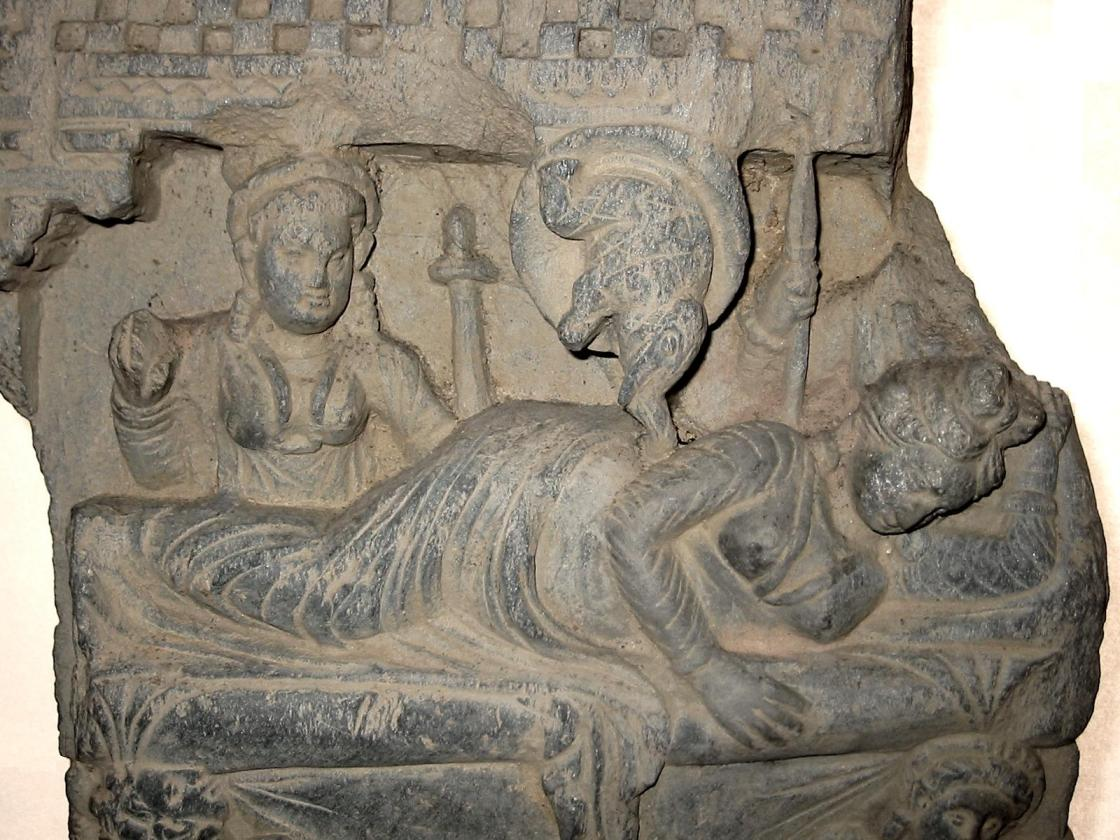
벽에 조각해놓은 마야데비의 하얀 코끼리 꿈

마야데비(산스크리트어: मायादेवी) 또는 마야부인(摩耶夫人),  마하마야(Mahamaya)는 불교의 창시자인 싯다르타 고타마의 어머니이다. 그는 콜리야 공화국의 수장인 안자나의 딸로 태어나 이웃 나라인 샤카 공화국의 영부인이 되었다. 오랫동안 자식을 낳지 못하다가 45세에 싯다르타를 잉태하여 당시 인도 관습에 따라 친정에서 해산하고자 구리성으로 가는 도중 룸비니의 숲속에서 싯다르타를 낳았다고 하며, 싯다르타를 출산하고서 7일 만에 죽었다.

## 같이 보기
- 슈도다나
- 룸비니

## 참고 문헌
- 이 문서에는 다음커뮤니케이션(현 카카오)에서 GFDL 또는 CC-SA 라이선스로 배포한 글로벌 세계대백과사전의 내용을 기초로 작성된 글이 포함되어 있습니다.